# 丁斯盖特
丁斯盖特（Deansgate）是英国曼彻斯特市中心的一条重要街道，大致呈南北走向，穿过市中心的西部，北到维多利亚街和曼彻斯特座堂，南到丁斯盖特火车站。丁斯盖特也是市中心最长的街道，长度超过一英里。
这是街道不仅以购物著称，沿途还有大北仓库、约翰·莱兰兹图书馆、比瑟姆塔、曼彻斯特座堂、福来莎百货等著名建筑。

## 历史
丁斯盖特是该市最古老的街道之一，始于罗马时代。

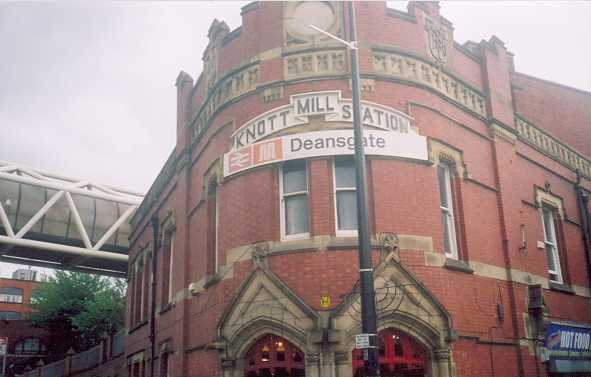